# Brendan von Birr
Brendan von Birr (* um 500 in Irland; † unsicher: 29. November 573 in Birr) war ein irischer Abt und Heiliger. Sein genaues Geburtsjahr sowie der -ort sind nicht ermittelbar. Er leitete das Kloster in Birr und war angeblich mit Columban von Iona befreundet. Brendan gilt als Schüler des Hl. Finnian von Clonard. Möglicherweise starb er am 29. November 573, wobei auch der Sterbeort nicht eindeutig belegt werden konnte. Brendan wurde heiliggesprochen; sein Gedenktag ist der 29. November.
Er wird den Zwölf Aposteln von Irland zugeordnet.